# Переписна місцевість
Переписна місцевість (англ. census-designated place, CDP) — місцевість у США, що визначається Бюро перепису населення виключно для перепису населення, яке мешкає поза межами адміністративних населених пунктів або у місцях, де немає ніякого місцевого самоврядування. 
Такі поселення не мають визначеного правового статусу і в них немає уповноважених (виборних) осіб, на відміну від населених пунктів, межі яких затверджено юридично (за законами штату, де вони розташовані) і у яких є місцева адміністрація.
Ці так звані «окремі громади» (англ. unincorporated community) розташовані на території штатів США і їх не слід плутати з «неінкорпорованими» територіями США (англ. Unincorporated territories of the United States) такими, як Гуам, Пуерто-Рико, Американське Самоа та ін., що взагалі не входять до складу штатів.

## Історія
Бюро перепису населення почало враховувати окремі громади починаючи з 1850 року. Проте в переписі 1890 року бюро не робило розмежувань щодо юридичного статусу, позначаючи всі такі території «містечками» (англ. town). Згодом це призвело до плутанини зі справжніми (юридично оформленими) «містечками». У переписах з 1900 по 1930 роки бюро взагалі не враховувало території поза межами населених пунктів. У переписі 1940 року бюро склало окремий звіт для тих територій поза межами населених пунктів, де мешкало від 500 осіб. Для поселень такого типу, розташованих поза міськими зонами, у переписі 1950 бюро запровадило назву «окремі громади» (англ. unincorporated community). У переписі 1960 бюро виділило також окремі поселення, розташовані в міських зонах, але тільки ті, де жило від 10 000 осіб. За 10 років, 1970 року, межу зменшили до 5000 осіб. У 1980 році такі території стали називати сучасним терміном «переписна місцевість» (англ. census-designated place, CDP). У переписі 1990 року межу для окремих громад було зменшено до 2500 осіб.

## Визначення меж
Межі переписних місцевостей визначає Бюро перепису населення США (U.S. Census Bureau). Бюро також надає їм назви для ідентифікації. Межі таких місцевостей зазвичай визначають спільно з місцевими або племінними (якщо це стосується індіанців) уповноваженими особами і, як правило, оновлюють кожні десять років, перед черговим переписом. Зазвичай, межі збігаються з видимими географічними або з межами прилеглих юридично оформлених населених пунктів чи інших адміністративно-територіальних одиниць.

### Мета визначення
Є декілька причин (і прикладів) для визначення переписної місцевості:
- Місцевість може бути більш урбанізованою, ніж оточення, мати концентрацію населення з добре вираженим житловим осередком (ядром), такі як Вітмор-Лейк (Мічиган) чи Герші (Пенсільванія).
- Колишні населені пункти, що були «розформовані» або частково об'єднані з сусідніми населеними пунктами. Такі колишні населені пункти (чи їх частини) можуть залишатися окремими переписними місцевостями (CDPs), якщо задовольняють деяким критеріям. Прикладами є колишнє село Коуведейл (тепер частина Цинциннаті)[en] у порівняні з Коувдейл (Огайо) або нещодавно розформоване містечко Седар Ґроув (Флорида).

## Особливості відокремлення
Межі переписних місцевостей визначають у співпраці з представниками місцевого самоврядування. Вони не постійні й можуть змінюватись від одного перепису до іншого, щоб відобразити зміни в розселенні. Межі переписних місцевостей можуть відрізнятися від меж адміністративних утворень із такою ж назвою. Одне поселення може бути розділено на дві переписні місцевості, як і кілька поселень може бути об'єднано в одну. Якщо територія позначена як переписна місцевість, то в даних перепису вона належить до тієї ж категорії, що і включена територія. Це дозволяє розмежувати переписні місцевості від інших адміністративних одиниць, що мають відношення до перепису населення, наприклад, від менших одиниць цивільного поділу (англ. MCD, minor civil divisions)

## Об'єкти, що включаються до складу місцевостей
До складу переписної місцевості можуть бути включені такі об'єкти:
- Об'єднання кількох сусідніх громад (для перепису 2010 року таку можливість скасували)[3];
- Всі населені пункти штату Гаваї[4];